# 和気与左衛門
和気 与左衛門（わけ よざえもん、文禄4年（1595年） - 明暦3年11月6日（1657年12月10日））は、安土桃山時代から江戸時代前期の新田開拓者。

## 経歴・人物
大坂出身。父（和気次郎左衛門）はもと武士。備前岡山藩の許可を得て、寛永5年（1628年）米倉新田を開拓した。